# Дерели, Эмель
Эмель Дерели (тур. Emel Dereli; род. 25 февраля 1996, Зонгулдак, Турция) — турецкая легкоатлетка, специализирующаяся в толкании ядра. Бронзовый призёр чемпионата Европы 2016 года. Двукратная чемпионка Европы среди юниоров (2013, 2015). Чемпионка мира среди девушек (2013). Трёхкратная чемпионка Турции. Участница летних Олимпийских игр 2016 года.

## Биография
Стала заниматься лёгкой атлетикой по совету школьного учителя физкультуры, который видел в Эмель хорошие задатки для спортивной борьбы или толкания ядра. Все самые главные успехи Дерели в начале карьеры связаны с Ихсаном Озденом, тренером, под руководством которого ей всего за два года удалось пробиться в сборную страны.
В 16 лет дебютировала на международных соревнованиях, и сразу — на домашнем чемпионате мира в помещении в Стамбуле, где среди сильнейших толкательниц мира она заняла 17-е место в квалификации.
В декабре 2012 года установила высшее мировое достижение среди девушек до 18 лет в помещении — 19,40 м (вес ядра 3 кг).
В 2013 году выиграла толкание ядра на молодёжном Кубке Европы по метаниям, на юношеском чемпионате мира (с рекордом соревнований) и юниорском чемпионате Европы (с национальным рекордом, 18,04 м). Выступала на чемпионате мира, но не смогла преодолеть стадию квалификации.
Завоевала бронзовую медаль на мировом первенстве среди юниоров в 2014 году, а в следующем сезоне во второй раз стала сильнейшей юниоркой континента.
На дебютном для себя чемпионате Европы в 2016 году поднялась на третью ступень пьедестала, уступив только опытным Кристине Шваниц и Аните Мартон.
Выступала на Олимпийских играх в Рио-де-Жанейро, но не смогла выйти в финал (24-е место в квалификации).

## Основные результаты
| Год  | Турнир                                  | Место проведения         | Дисциплина | Место        | Результат      |
| ---- | --------------------------------------- | ------------------------ | ---------- | ------------ | -------------- |
| 2012 | Чемпионат мира в помещении              | Стамбул, Турция          | ядро       | 17-е (квал.) | 16,02 м        |
| 2012 | Кубок Европы по метаниям среди молодёжи | Бар, Черногория          | ядро       | 3-е          | 16,87 м        |
| 2012 | Чемпионат мира среди юниоров            | Барселона, Испания       | ядро       | 8-е          | 15,86 м        |
| 2013 | Кубок Европы по метаниям среди молодёжи | Кастельон, Испания       | ядро       | 1-е          | 16,78 м        |
| 2013 | Командный чемпионат Европы              | Гейтсхед, Великобритания | ядро       | 3-е          | 17,50 м        |
| 2013 | Командный чемпионат Европы              | Гейтсхед, Великобритания | диск       | 12-е         | 37,72 м        |
| 2013 | Чемпионат мира среди юношей             | Донецк, Украина          | ядро       | 1-е          | 20,14 м (3 кг) |
| 2013 | Чемпионат Европы среди юниоров          | Риети, Италия            | ядро       | 1-е          | 18,04 м        |
| 2013 | Чемпионат мира                          | Москва, Россия           | ядро       | 26-е (квал.) | 16,60 м        |
| 2014 | Кубок Европы по метаниям среди молодёжи | Лейрия, Португалия       | ядро       | 1-е          | 17,33 м        |
| 2014 | Командный чемпионат Европы              | Брауншвейг, Германия     | ядро       | 8-е          | 16,41 м        |
| 2014 | Чемпионат мира среди юниоров            | Юджин, США               | ядро       | 3-е          | 16,55 м        |
| 2015 | Кубок Европы по метаниям среди молодёжи | Лейрия, Португалия       | ядро       | 1-е          | 17,45 м        |
| 2015 | Чемпионат Европы среди юниоров          | Эскильстуна, Швеция      | ядро       | 1-е          | 18,40 м        |
| 2016 | Чемпионат Европы                        | Амстердам, Нидерланды    | ядро       | 3-е          | 18,22 м        |
| 2016 | Олимпийские игры                        | Рио-де-Жанейро, Бразилия | ядро       | 24-е (квал.) | 17,01 м        |